# Igreja de Menino Deus (Itatira)
A Igreja de Menino Deus é templo católico romano, no Município de Itatira, Estado do Ceará, dedicado a Menino Jesus. Anteriormente conhecida como Capela de Belém, foi construída em 1870 e é hoje a Igreja Matriz da cidade de Itatira. Fica localizada no distrito sede, Itatira, na Serra do Machado.

## História
Em suas manifestações de apoio eclesial tem-se como precedente inicial a construção de uma capela, da qual consta como responsável o morador  Antônio José de Sousa e como padroeiro São Gonçalo. A Segunda capela, edificada após o ano calamitoso de 1825, tem como fundadores Antônio Alves Guerra e José Francisco de Brito, doadores do patrimônio eclesiástico cujas dimensões constam de 400 braças de terras em quadro. Os atos inaugurais dessa capela datam de 23 de dezembro de 1870, tendo como oficiante o Padre Manuel Carlos da Silva Peixoto. Nesse novo período, desprezou-se o antigo padroeiro e dedicou-se o orago em honra de Menino Deus.